# Гагино (Нижегородска област)
Гагино (на руски: Гагино) е село, административен център на Гагински район, Нижегородска област, Русия. Населението му през 2010 година е 3891 души.

## География

### Разположение
Гагино е разположено в югоизточнота част на Нижегородска област, на брега на река Пяна.

### Климат
Климатът в Гагино е умереноконтинентален (Dfb по Кьопен) с горещо и сравнително влажно лято и дълга студена зима.